# Comunidade da Graça (banda)
Comunidade da Graça foi uma banda brasileira de música cristã contemporânea, sendo o grupo musical da Comunidade da Graça. Ativo nos anos 80 e 90, foi o embrião da carreira solo do cantor e compositor Adhemar de Campos.
O disco mais notório da banda foi Fruto dos Lábios (1988), que contém várias canções de Adhemar que se tornaram sucessos em sua carreira. Este álbum foi considerado, por vários historiadores, músicos e jornalistas, como o 20º maior álbum da música cristã brasileira, em uma publicação de 2015.

## Discografia
- 1986: Mil Razões
- 1987: Testemunho de Louvor
- 1988: Fruto dos Lábios
- 1990: Tudo se Fez Novo
- 1991: Vitória

Com Adhemar de Campos
- 1993: Tempos de Celebração
- 1994: Momentos de Louvor 1
- 1995: Templo Vivo
- 1996: Momentos de Louvor 2
- 1996: Poderoso
- 1996: Momentos de Louvor 3
- 1996: Su nombre de guerra